# GE C36-7
C36-7 — американський шестивісний вантажний магістральний тепловоз, виготовлений компанією GE Transportation, яка побудувала 584 тепловоза. Ще 15 машин побудував завод General Motors в Бразилії, а 3 — в Австралії.

## Експлуатація
Найбільше локомотивів (422) надійшло на залізниці КНР, де тепловози отримали позначення серії Nd5.
3 тепловоза, які побудували австралійці, експлуатувалися в самій Австралії, 8 локомотивів потрапили в Африку.
Інші були розподілені між американськими залізницями.
Всі 15 тепловозів, побудовані Бразилією потрапили в Мексику.
2003 58 вживаних тепловозів з MP/UP були експортовані на Естонську залізницю, з переробкою коліс для колії 1520 мм.
Нижче в таблиці вказані початкові власники тепловозів.
| Залізниця                                    | Кількість | Позначення          |
| -------------------------------------------- | --------- | ------------------- |
| China Railways Китай                         | 422       | ND5.0001 — ND5.0422 |
| Conrail                                      | 25        | 6620-6644           |
| Ferrocarril del Pacífico(Мексика)            | 15        | 419-433             |
| General Electric                             | 1         | 505                 |
| Hamersley Iron (Австралія)                   | 3         | 5057-5059           |
| Missouri Pacific Railroad                    | 60        | 9000-9059           |
| Ferrocarriles Nacionales de México (Мексика) | 25        | 9317-9341           |
| Norfolk and Western Railway                  | 31        | 8500-8530           |
| Norfolk Southern                             | 12        | 8531-8542           |
| Трансгабонська залізниця (Габон)             | 8         | CC301-CC308         |